# Листковский, Марцин
Марцин Листковский (пол. Marcin Listkowski; 10 февраля 1998 года, Рыпин, Польша) — польский футболист, нападающий клуба «Лечче».

## Карьера
Листковский занимался футболом в школе «Лех» своего родного города Рыпина. В 2014 году перебрался в академию «Погони», спустя год стал игроком основной команды. Дебютировал в польском чемпионате в сезоне 2014/2015, 31 мая 2015 года в поединке против Леха из Познани, выйдя на замену на 77-й минуте вместо Рафала Муравского.
В сезоне 2015/2016 стал основным игроком команды, появившись на поле в 24 встречах, в половине из них выходя в стартовом составе. 10 февраля 2016 года, в день своего восемнадцатилетия подписал с клубом свой первый профессиональный контракт сроком на пять лет. Сезон 2016/2017 начал на скамейке запасных, первый раз появившись на поле только в 13 туре.
Также Листковский выступает юношеские сборные Польши различных возрастов. Принимал участие в отборочных турнирах к юношеским чемпионатам Европы, однако вместе с командой в финальную стадию не выходил.